# Centrum Stromovka
Centrum Stromovka (původně Obchodní centrum Letná nebo Palác Stromovka) je obchodní centrum v Holešovicích na Praze 7, poblíž stejnojmenného parku. Stojí na trojúhelníkovém pozemku mezi ulicemi Strojnická, Veletržní a U studánky. Majitelem je společnost Lordship, správcem Cushman & Wakefield, majitelem pozemku městská část Praha 7.

## Historie
Plány na vznik obchodního centra pocházející od developerské firmy Lordship vznikly v roce 2008. V roce 2018 vznikla petice žádající pojmenování centra obchodní centrum Jiřího Káry, podle hrdiny enigmatického videa Svatba Jiřího Káry. S návrhem petenti neuspěli.

### Kontroverze
Stavba původního Paláce Stromovka podle mínění místních obyvatel i části politiků značně poškozovala vzhled této části města a byla kritizována i po architektonické stránce. Městská část Praha 7, s projektem, který měl být zahájen stavbou garáží mezi ulicemi Strojnická, Veletržní a U studánky, nesouhlasila. Podala žalobu, v níž žádala zrušení stavebního povolení.
V reakci na uznanou žalobu byl projekt pozměněn tak, aby stavba respektovala měřítko okolních staveb a také tzv. uliční čáry. Byla tedy například o tři patra snížena výška, změnila se fasáda a zmizel skleněný válec s kancelářemi, který měl být na střeše objektu. Byl také změněn název i architektonický ateliér, jímž je liberecký ateliér SIAL.

### Výstavba
Výstavba přepracovaného návrhu budovy začala v roce 2017. K dokončení došlo v listopadu 2019, v tomto roce jde o jediné nové obchodní centrum v celé zemi.

## Popis
Budova má tři nadzemní a dvě podzemní patra. První dvě nadzemní podlaží slouží se svými 15 700 m² jako obchodní centrum, nad nimi jsou dvě patra sloužící jako kanceláře (5 500 m²). Pod centrem se nachází parkoviště pro 500 aut, z nichž je 150 míst vyhrazeno pro noční parkování rezidentů městské části.